# System (serial telewizyjny)
System (tytuł ang. The Net) – amerykański serial telewizyjny (thriller) wyprodukowany przez Columbia TriStar Television i Winkler Films, którego współwłaścicielem była Telewizja Polsat. Serial był emitowany od 19 lipca 1998 roku do 27 marca 1999 roku przez CBS, oraz od 6 stycznia do 8 czerwca 2000 roku przez Polsat, przy którym cały serial był emitowany w czwartki o godz. 21:55.

## Obsada

### Główna
- Brooke Langton jako Angela Bennett
- Joseph Bottoms jako Shawn Trelawney
- Eric Szmanda jako Jacob Resh/Mag
- Mackenzie Gray jako  Greg Hearney
- Tim Curry jako Sorcerer

## Odcinki
| Sezon | Odcinki | Oryginalna emisja w CBS | Oryginalna emisja w CBS | Polska emisja przez Polsat | Polska emisja przez Polsat |
| Sezon | Odcinki | Premiera sezonu         | Finał sezonu            | Premiera sezonu            | Finał sezonu               |
| ----- | ------- | ----------------------- | ----------------------- | -------------------------- | -------------------------- |
| 1     | 22      | 19 lipca 1998           | 27 marca 1999           | 6 stycznia 2000            | 8 czerwca 2000             |